# 順解脫分
順解脫分，又稱解脫分，佛教術語，指能為人帶來解脫的善根，是三種善根之一，也是修行的位階之一。最早起源於說一切有部。

## 概論
順解脫分，是三種善根之一，是指能夠讓人得到解脫的善根：
- 以身、語、意業為自性，然意業增上；在意地，非五識身；
- 唯加行得；聞、思所成，非修所成；於欲界起，非色、無色界，欲界中人趣起，非餘趣；
- 佛出世時種；依男身、亦依女身起；或因施、或因戒、或因聞之事而種；
- 順解脫分有六種。